# IC 348
IC 348是一個位於英仙座的恆星形成區域，距離太陽約315秒差距。該天體包含瀰散雲氣和一個角直徑約20角秒，包含約400顆恆星的年齡約2百萬年疏散星團。該天體中質量最大的恆星是一個聯星系統 BD+31°643，由兩顆光譜類型 B5 的恆星組成。基於史匹哲太空望遠鏡的紅外線觀測結果顯示，星團中約半數恆星擁有星周盤，而其中又有60%的星周盤是厚的或早期的。這個年輕星團內也發現了三顆低質量棕矮星。這些天體隨著時間喪失熱量，因此這樣的天體在年輕時較容易被發現。